# Sphaerodactylus perissodactylius
Sphaerodactylus perissodactylius este o specie de șopârle din genul Sphaerodactylus, familia Gekkonidae, descrisă de Thomas și Hedges 1988. Conform Catalogue of Life specia Sphaerodactylus perissodactylius nu are subspecii cunoscute.